# جاماح
جاماح (به ترکی آذربایجانی Milli Azadlıq Hərəkatı) مخفف جنبش آزادی‌بخش ملی آذربایجان جنوبی، اولین گروه تجزیه طلب منطقه‌ای است که برای جدایی آذربایجان از ایران و الحاق آن به جمهوری آذربایجان یا تشکیل «آذربایجان واحد» فعالیت می‌کند. این گروه سیاسی در سال ۱۹۹۱ توسط پیروز دیلن‌چی بنیان‌گذاری شد. فعالیت جاماح در ایران ممنوع اعلام شده‌است. پایگاه اصلی این سازمان تجزیه‌طلب در باکو، جمهوری آذربایجان است.
از سال ۱۹۹۱ تا ۱۹۹۹ میلادی، رهبری تشکیلات به عهده پیروز دیلن‌چی بود. سپس دیلنچی به سمت معاونت نزول و محمودعلی چهرگانی به عنوان رهبر جاماح انتخاب شد.
پس از نزدیک به سه سال، در ۲۱ ژانویه ۲۰۰۲ به دلیل اختلافات درونی هیئت رهبری تشکیلات، چهرگانی توسط پشتیبانان دیلنچی با اکثریت آرا از جاماح بیرون شد و دیلنچی برای بار دوم به سمت رهبری جاماح برگزیده شد.
متعاقباً چهرگانی باتفاق اقلیت منشعب شده از جاماح، ابتدا گروه قبلی خود را که «جبهه ملی اسلامی آذربایجان» نام داشت، انحلال و سپس گروه دیگری را با نام گاموح تأسیس نمود.
در ۶ ژانویه ۲۰۲۰ مایک پومپئو وزیرخارجه آمریکا نام جاماح (جنبش آزادی‌بخش ملی آذربایجان جنوبی) را در لیستی قرار داد که دیپلمات‌های آمریکایی در هیچ نقطه جهان بدون اجازه وی حق دیدار با آن‌ها را نخواهند داشت.